# Полска паламида
Полската паламида (Cirsium arvense) е вид покритосеменно растение от семейство Сложноцветни (Asteraceae).

## Разпространение
Произлиза от Европа и северните части на Азия, но е интродуцирана в почти целия свят, като обикновено се смята за плевел.

## Описание
Тя е многогодишно тревисто растение, което достига на височина 30 до 100 cm и чрез кореновата си система образува големи клонални колонии.